# Leela Majumdar
Leela Majumdar (en bengalí: লীলা মজুমদার), 26 de febrero de 1908 - 5 de abril de 2007) fue una escritora de libros para niños en idioma bengalí.
Nació en Calcuta - India, escribió muchos libros infantiles para los niños indios. Falleció el 5 de abril de 2007, con 99 años, en su ciudad natal.
- Datos: Q432714